# Yukihiko Sato
Yukihiko Sato (佐藤 由紀彦 Sato Yukihiko?), född 11 maj 1976 i Shizuoka prefektur, är en japansk fotbollsspelare.
Sato började sin karriär 1995 i Shimizu S-Pulse. Efter Shimizu S-Pulse spelade han för Montedio Yamagata, FC Tokyo, Yokohama F. Marinos, Kashiwa Reysol, Vegalta Sendai och V-Varen Nagasaki. Med Yokohama F. Marinos vann han japanska ligan 2003 och 2004. Han avslutade karriären 2014.